# Villamontes (plaats)
Villamontes (ook Villa Montes) is een stadje in het zuidoosten van Bolivia, gelegen in het departement Tarija met ongeveer 25.000 inwoners.  Dit stadje staat bekend als de warmste plek van Bolivia, met temperaturen die tijdens de maanden oktober tot maart kunnen oplopen tot meer dan 45 graden in de schaduw.  Villamontes is gelegen in het rijkere deel van het land waar olie en gas worden gewonnen.
Villamontes ligt aan de noordoever van de Pilcomayorivier, op de scheiding van de bergketen Sierra del Aguaragüe en de Chacovlakte. Mede doordat de Chaco na het Amazoneregenwoud het meest biodiverse gebied van Zuid-Amerika is, biedt Villamontes een grote verscheidenheid aan flora, fauna en fantastische vergezichten. 
Villamontes werd opgericht op 24 juni 1860, onder de naam San Francisco Solano (een zendelingendorp van de katholieke kerk). In 1905 werd de naam veranderd in Villa Montes, ter ere van de toenmalige president Ismael Montes; een naam die in de loop der jaren verbasterd is tot Villamontes. 
Villamontes was een belangrijke strategische plaats gedurende de Chaco-oorlog tussen Paraguay en Bolivia (1932-1935). Villamontes verkreeg faam in 1934, met dank aan de "Corralito de Villamontes": tijdens deze gebeurtenis werd de toenmalige president van Bolivia, dr. Daniel Salamanca Urey gearresteerd door het leger tijdens zijn verblijf in Villamontes en op 28 november 1934 na een staatsgreep vervangen door vicepresident José Luis Tejada. Overblijfselen en herinneringen aan deze oorlog zijn te bewonderen in het Chaco-oorlogsmuseum te Villamontes. Door de hele stad heen wordt middels verschillende monumenten en standbeelden regelmatig aan dit belangrijke moment in de geschiedenis herinnerd.
Een andere belangrijke economische sector in deze regio is de visserij. Het visseizoen duurt van april tot half september en langs de rivier wordt dan dag en nacht gevist op sábalo, surubí en dorado. 
Zo’n 80% van de inwoners van Villamontes behoort tot de Guaraní, een kleine minderheid bestaand uit de oorspronkelijke bewoners van dit gebied, de Weenhayek. Dit is een inheemse stam die van oudsher leeft van alles wat de rivier hun te bieden heeft. Een andere belangrijke stam die in de buurt van Villamontes veel gebied bezit is de Guaraní-stam. Deze indianenstam komt oorspronkelijk uit het noordelijk gelegen Amazonegebied en kwamen rond 1400 aan op de Chacovlakte, op zoek naar bebouwbare grond. De Guaraní zijn, in tegenstelling tot de Weenhayek, een volk dat voornamelijk leeft van de landbouw.